# Euxoa kendevani
Euxoa kendevani är en fjärilsart som beskrevs av Charles Boursin 1940. Euxoa kendevani ingår i släktet Euxoa och familjen nattflyn. Inga underarter finns listade i Catalogue of Life.